# Фьорина, Алехандро
Алехандро Давид Фьорина Ракка (исп. Alejandro David Fiorina Racca, 11 марта 1988, Росарио) — аргентинский футболист, нападающий.

## Клубная карьера
Родившийся в Росарио Алехандро Фьорина входил в резервы клуба «Эстудиантес». В 2010 году он стал игроком команды «Сентраль Кордова» из своего родного города. В 2011—2012 годах Фьорина выступал за бразильский «Комерсиал» из Рибейран-Прету, после чего вернулся в «Сентраль Кордову». Летом 2013 года он подписал контракт с клубом чилийской Примеры B «Сан-Луис Кильота». Спустя год Фьорина перешёл в другую команду чилийской Примеры B «Кокимбо Унидо», а ещё через год вернулся в «Сан-Луис Кильота», который к тому времени завоевал путёвку в Примеру.
9 августа 2015 года Фьорина дебютировал в главной чилийской лиге, выйдя на замену в середине второго тайма домашнего поединка против клуба «Сантьяго Уондерерс». 17 октября того же года он забил свой первый гол на высшем уровне, открыв счёт в самом начале домашней встречи с «Палестино». В конце первого тайма того же матча Фьорина забил ещё, оформив таким образом ещё и дубль. 10 октября 2016 года он также в течение первого тайма сделал дубль в гостевой игре с именитым «Коло-Коло».